# Portugol Studio
O Portugol Studio é uma ferramenta para aprender programação, voltada para as pessoas que falam o idioma português. Possui uma sintaxe fácil baseada em C e PHP, diversos exemplos e materiais de apoio à aprendizagem. Também possibilita a criação de jogos e outras aplicações.

## História

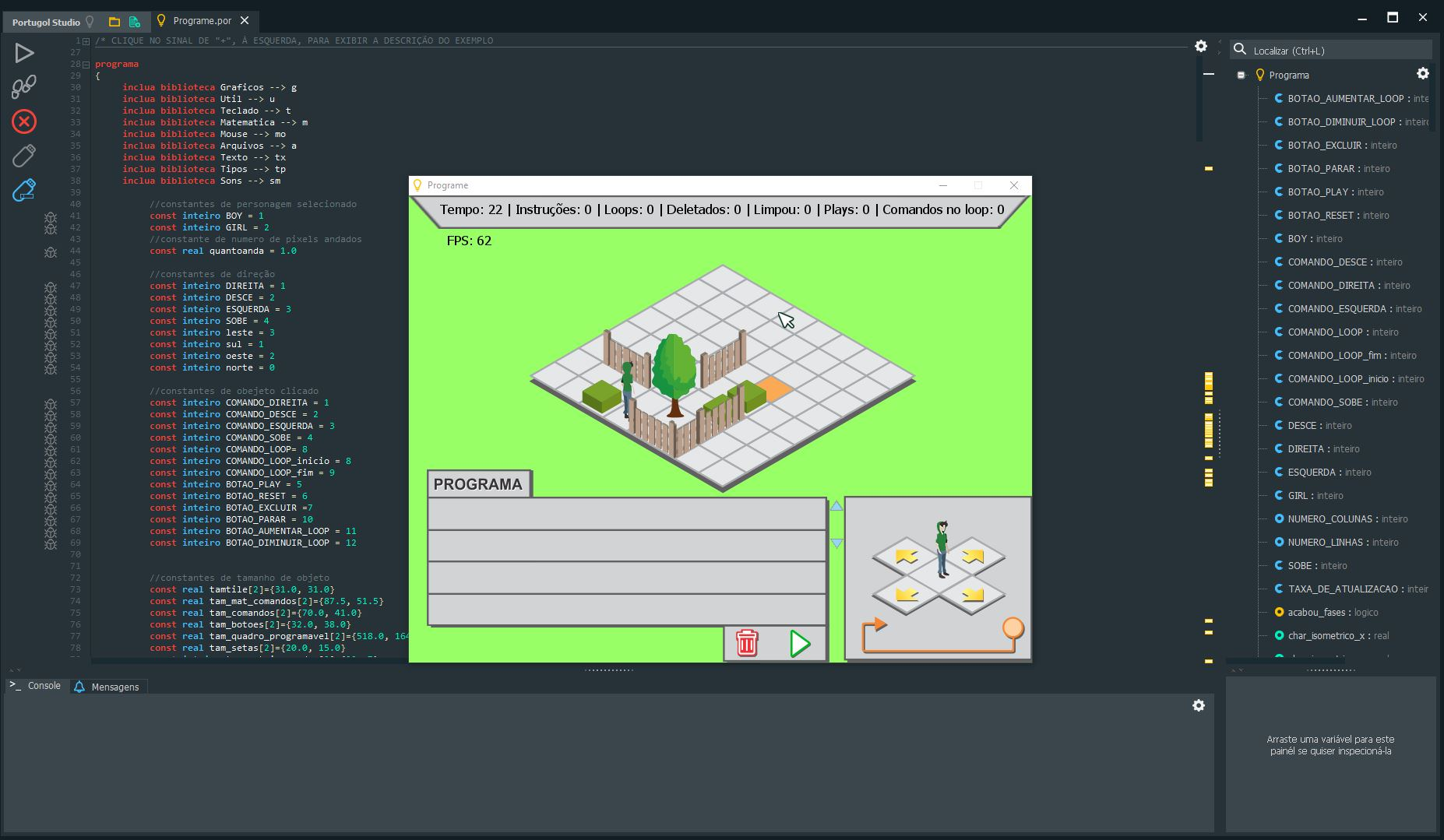
Tela de programação da versão 2.6 do Portugol Studio com o jogo exemplo Programe em destaque executando

Foram feitos alguns estudos de como o aprendizado de programação pode ser difícil para iniciantes, principalmente usando IDEs profissionais. Além disso, as linguagens de programação usam, na maioria, o idioma inglês, uma barreira muito comum para iniciantes. Além de que as mensagens de erro de muitos compiladores não indicam o problema dificultando saber qual erro o usuário iniciante está cometendo. Outro problema é o fato de os depuradores das IDEs profissionais serem muito complexos, dificultando ao aprendiz saber o que está acontecendo.
Com essa ideia em mente o Portugol Studio teve início em 2007 com o desenvolvimento do núcleo do Portugol Studio, feito pelo estudante Luiz Fernando Noschang na Universidade do Vale do Itajaí (UNIVALI). O núcleo do Portugol Studio, diferente da linguagem conhecida como Portugol, foi desenvolvido com uma sintaxe mais parecida com C e PHP, para facilitar a transição dos estudantes para linguagens de programação profissionais, por isso, essa sintaxe foi chamada de Portugol 2.0. Essa decisão foi tomada porque o Portugol Studio seria designado à iniciantes de programação e seria uma ferramenta que os ajudasse a iniciar nas linguagens profissionais.
Na versão 1.0 do Portugol Studio, lançada em Setembro de 2011, já havia uma interface para uso da linguagem, portanto, começou a ser utilizada dentro da UNIVALI nos primeiros semestres nos cursos de ciências da computação.
Com a versão 2.0, o Portugol Studio começou a ser utilizado em outras universidades, como a Universidade Federal do ABC.
A versão 2.5 do Portugol Studio foi utilizada na Copa Rio Info de Algoritmos(CRIA) como linguagem principal para resolução dos desafios. Dentro da competição vários colégios e institutos participaram.
Atualmente o Portugol Studio se encontra na versão 2.6, é desenvolvido pela equipe do LITE (Laboratório de Inovação Tecnológica na Educação), e está sendo utilizado em pelo menos 7 universidades, 4 institutos federais, alguns cursos e faculdades pelo Brasil.
Alguns conhecidos são:
- Universidade Federal do ABC[3]
- Universidade Federal Fluminense
- Universidade Federal do Tocantins
- Universidade Estadual do Oeste do Paraná
- Universidade Estadual de São Paulo
- Universidade Federal do Rio Grande do Norte
- Universidade São Judas Tadeu
- Universidade Paulista
- Universidade Federal do Maranhão
- Universidade Geraldo De Biase
- Instituto Federal da Bahia
- Instituto Federal de São Paulo
- Instituto Federal do Rio Grande do Sul
- Instituto Federal de Alagoas
- Instituto Federal de Minas Gerais
- FATEC
- SENAC São Paulo
- ETEC
- TreinaWEB
- DEVMedia
- ESAMC
- SENAI/SC

## Recursos[1]
- Interface didática e simplificada, contendo poucos botões, apresentando apenas o necessário, diminuindo a complexidade de uso da IDE e permitindo acesso rápido as funcionalidades.
- Sistema de Ajuda, navegável e sequencial, permitindo que o usuário aprenda a linguagem e como programar dentro da ferramenta.
- Árvore Estrutural, permite identificar e compreender os elementos existentes no código, com um sistema de busca por nome dos elementos
- Editor de código, possuiu destaque de sintaxe, conclusão de código para bibliotecas, dobramento de código e troca de temas.
- Depurador, permite executar o programa passo a passo, podendo verificar por onde a execução passa
- Inspetor de variáveis, permite a visualização dos valores das variáveis do código durante a execução ou depuração.
- Suporte para desenvolvimento de Jogos, bibliotecas facilitam a criação de programas mais complexos com o uso de interface gráfica.

## Pesquisa
O Portugol Studio também já foi parte de diversas pesquisas que envolvem o aprendizado dos estudantes em programação introdutória, dentre elas podemos citar:

### Artigos de Periódico
- Portugol Studio: Uma IDE para Iniciantes em Programação[2]
- Avaliação do Feedback Gerado Por Um Corretor Automático de Algoritmos[4]
- Um Mecanismo para Correção Automática de Exercícios Práticos de Programação Introdutória[5]
- Usando Corba para integrar um compilador desenvolvido em Java com ferramentas em outras linguagens de programação[6]
- Análise do Feedback Fornecido por Corretores de Algoritmos com Propósito Educacional[7]
- Produção e Avaliação de Videoaulas: Um Estudo de Caso no Ensino de Programação[8]
- Introdução à Programação e à Implementação de Processadores por Estudantes do Ensino Médio[9]

### Dissertações de Mestrado
- Um gerador de dicas para guiar novatos na aprendizagem de programação[10]

### Trabalhos de Conclusão de Curso de Graduação
- Correção Automática de Algoritmos no Ensino Introdutório de Programação[11]
- Adaptação do Portugol Core para permitir a integração com outras ferramentas[12]
- Integração do Portugol Core com o BIPIDE[13]